# Gwendolyn Lemaître
Pour les articles homonymes, voir Lemaitre.
Gwendolyn Lemaitre, née le 4 septembre 1986 à Brest, est une skippeuse française.
Elle est médaillée d'argent en 470 aux Jeux méditerranéens de 2005 avec Camille Lecointre.
Elle participe à l'épreuve de 470 des Jeux olympiques d'été de 2008 avec Ingrid Petitjean ; les Françaises terminent à la onzième place.